# Пушница
Пушница или сушница за месо или сушара за месо  (разни називи у разним крајевима Србије или у државама у окружењу) посебан је објекат или део објекта намењен за сушење меса, димом на тихој ватри, односно финалну обраду сувомеснатих или сухомеснатих производа.

## Објекат
Раније су то били посебни објекти у сеоском домаћинству од непечене или печене цигле "малтерисани" блатом са ложиштем и пречкама од дрвета за сушење меса. Данас су углавном то зидани објекти или део куће са: ложиштем, металним плочама, металним решеткама и металним шипкама (пречкама), за ређање меса.

## Поступак сушења
Основни поступак је да се месо исече на дугуљасте комаде и усоли. Тако усољено месо стоји неколико дана. После тога се ређа у пушници (сушници), пресавијено, на дрвеним моткама или металним шипкама или се окачи да виси на кукама. Затим се месо суши на тихој ватри, жару и диму. У зависности од краја или начина сушења меса (рецепта) месо се суши  (разлике су од домаћина до домаћина или мајстора)  од два до десет дана.
Поред комада меса (сушеница) може се сушити: сланина, кобасице, салама, кулен, пеглане кобасице, шунка, златиборска пршута, качкаваљ...